# Орджоникидзевское
Орджоникидзевское — село в Орджоникидзевском районе Хакасии.

## География
Расположено к юго-западу от райцентра — п. Копьёво. Село расположено в долине на правом берегу реки Сарала.

## История
В 1931 году началось строительство Саралинской ЦЭС, на долгие годы ставшей основным предприятием посёлка. Поселение возникло в нач. 30-х гг. XX века из нескольких населённых пунктов, которые впоследствии объединились в один посёлок — Гидростанция. Указом Президиума ВС РСФСР от 16.04.1940 посёлок Гидростанция отнесен к разряду рабочих посёлок с присвоением наименования Орджоникидзевский. В 1993 посёлок Орджоникидзевский преобразован в село Орджоникидзевское. В 1941—1942 в местной школе училась Цуканова Мария Никитична — Герой Советского Союза (погибла в войне против Японии в 1945).
До 3 июня 1959 года Орджоникидзевское было центром Орджоникидзевского района.

## Население
| 1959 | 1970  | 1979  | 1989  | 2002 | 2010 | 2012 |
| ---- | ----- | ----- | ----- | ---- | ---- | ---- |
| 4444 | ↘2346 | ↘1581 | ↘1565 | ↘744 | ↘522 | ↘463 |
| 2013 | 2014  | 2015  | 2016  | 2017 | 2018 | 2019 |
| ↘436 | ↘404  | ↘399  | ↘393  | ↗394 | ↘373 | ↘340 |
| 2020 | 2021  |       |       |      |      |      |
| ↘333 | ↘310  |       |       |      |      |      |